# Fernandocrambus apocalipsus
Fernandocrambus apocalipsus là một loài bướm đêm trong họ Crambidae.